# Condado de Cannon
O Condado de Cannon é um dos 95 condados do Estado americano do Tennessee. A sede do condado é Woodbury, e sua maior cidade é Woodbury. O condado possui uma área de 688 km² (dos quais 0 km² estão cobertos por água), uma população de 12 826 habitantes, e uma densidade populacional de 19 hab/km² (segundo o censo nacional de 2000). O condado foi fundado em 31 de janeiro de 1836.